# انحصار (جامعه‌شناسی)
انحصار اجتماعی (انگلیسی: Closure)، به پدیده‌ای گفته می‌شود که گروه‌ها منابع خود را با حذف دیگران از گروه خود بر اساس معیارهای مختلف حفظ می‌کنند. انحصار اجتماعی همه جا وجود دارد و به صورت گروهی در سرتاسر جهان در هر اندازه یافت می‌شود. برخی از نمونه‌های انحصار اجتماعی عبارتند از: دسترسی به مدارس خصوصی که از قوانین صریح پیروی می‌کند و به ظرفیت‌های مالی بستگی دارد. دسترسی به دانشگاه که به گواهی یا دیپلم بستگی دارد، در نهایت فقط از برخی مدارس می‌توانند به دانشگاه وارد شوند. عضویت در یک باشگاه بسیار معتبر که به سرمایه اقتصادی و اجتماعی و شبکه‌های اجتماعی مربوط بستگی دارد و در نهایت، در صورت مهاجرت، افراد باید واجد شرایط شهروندی باشند و مسیر دشوار تابعیت را طی کنند.